# José Rodrigues dos Santos

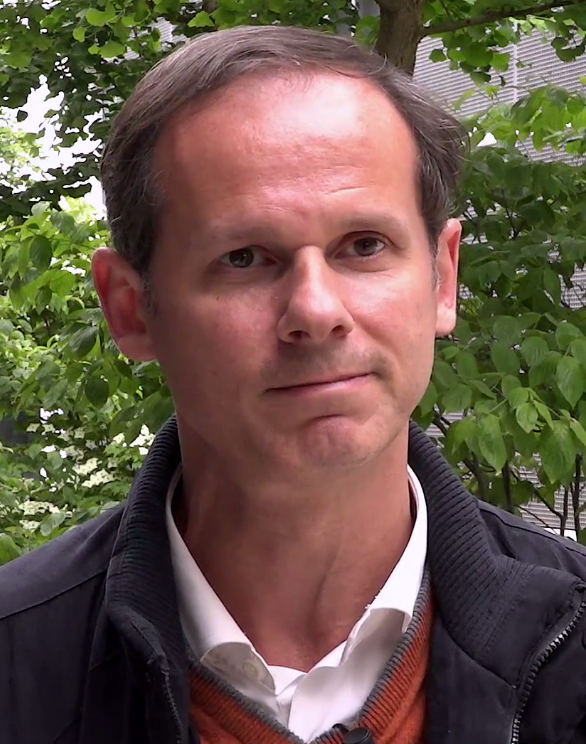
J.R. Dos Santos (2016)

José António Afonso Rodrigues dos Santos, kurz J. R. Dos Santos (* 1. April 1964 in Beira, Mosambik) ist ein mehrfach ausgezeichneter portugiesischer Journalist und Dozent für Journalistik an der Universidade Nova de Lisboa. Außerdem war er lange Zeit als Kriegsberichterstatter in Krisengebieten in aller Welt im Einsatz und erhielt für seine Berichterstattung mehrere Auszeichnungen. Als TV-Moderator und Sprecher der Abendnachrichten des Senders RTP1 gehört er in Portugal zu den bekanntesten Gesichtern der Nation. Auch mit seinen Büchern erreicht er ein Millionenpublikum und regelmäßige Bestsellerauflagen, insbesondere mit Das Einstein Enigma (430.000 Exemplare in Frankreich, 220.000 Exemplare in Portugal), das zudem verfilmt werden soll. Insgesamt wurden bereits mehr als 3 Millionen Exemplare seiner Serie um den Codespezialisten Tomás Noronha verkauft, veröffentlicht in bis zu 18 verschiedenen Sprachen. 2018 erhielt J.R. Dos Santos zum dritten Mal in Folge den Prémio 5 Estrelas als „Bester Autor Portugals“, bei dem gleichzeitig Cristiano Ronaldo als „Sportler des Jahres“ gewählt wurde. Mit dem Leserpreis des Reader’s Digest Magazins wurde Dos Santos 2018 sogar zum siebten Mal in Folge als „vertrauenswürdigster Autor Portugals“ und als „vertrauenswürdigster Journalist Portugals“ ausgezeichnet.

## Leben

### Kindheit und Jugend in Afrika
J.R. Dos Santos wurde am 1. April 1964 als älterer von zwei Söhnen in Beira in der damaligen portugiesischen Kolonie Mosambik geboren. Kurz nach seiner Geburt zog die Familie in die Provinz Tete, wo er den größten Teil seiner Kindheit verbrachte. 1977 floh die Familie nach Lissabon, wo sich seine Eltern kurze Zeit später scheiden ließen. Nachdem J.R. Dos Santos einige Jahre bei seiner Mutter in Portugal gelebt hatte, zog er mit seinem Vater in die damalige portugiesische Kolonie Macau.

### Privatleben
1988 heiratete J.R. Dos Santos Florbela Cardoso, mit der er zwei Töchter hat, Catarina Cardoso Rodrigues dos Santos (* 1991) und Inês Cardoso Rodrigues dos Santos (* 1998). 

### Karriere als Journalist
Bereits 1981 sammelte J.R. Dos Santos erste Erfahrungen im Journalismus bei Radio Macau. 1982 kehrte er zurück nach Lissabon, wo er einen Abschluss im Journalismus machte. 1986 ging er nach London zu BBC, seit 1990 arbeitet er für den portugiesischen Sender RTP1. Er ist dort als Sprecher der Abendnachrichten ein Star aber auch als Reporter berühmt, insbesondere aufgrund seiner herausragenden und umfassenden Kriegsberichterstattung. Des Weiteren arbeitete er lange Jahre als Journalismusdozent an der Neuen Universität Lissabon.

### Karriere als Autor
Im Jahre 2002 verfasste J.R. Dos Santos seinen ersten Roman innerhalb von nur zwei Wochen: A Ilha das Trevas, der sich rund 71.000 Mal verkaufte. Mittlerweile hat er 18 Romane und 7 Essays veröffentlicht.

## Werke

### Romane
- A Fórmula de Deus (2006; dt. Das Einstein Enigma 2017)
- O Último Segredo (2011; dt. Das letzte Geheimnis Jesu 2020)
- O Codex 632 (2005; dt. Codex 632 – Wer war Christoph Kolumbus wirklich? 2019)
- A Chave de Salomão (2014; dt. Der Schlüssel des Salomon 2018)
- O Sétimo Selo (2007. The Seventh Seal)
- Fúria Divina (2009. The Wrath of God)
- A Filha do Capitão (2004. The Captain’s Daughter)
- A Vida num Sopro (2008. Life in a Breath)
- O Anjo Branco (2010. The White Angel)
- A Ilha das Trevas (2002. The Island of Darkness)
- A Mão do Diabo (2012. The Devil’s Hand)
- O Homem de Constantinopla (2013. The Man from Constantinople)
- Um Milionário em Lisboa (2013. A Millionaire in Lisbon)
- As Flores de Lótus (2015. The Lotus Flowers)
- O Pavilhão Púrpura (2016. The Purple Pavillion)
- Vaticanum (2016; dt. Vaticanum 2019)
- O Reino do Meio (2017. The Middle Kingdom)
- Sinal de Vida (2018; dt. Zeichen von Leben)

Diese Romane gehören mit jeweils bis zu 200.000 verkauften Exemplaren zu den Blockbustern in Portugal und erscheinen ab 2017 auch in deutscher Übersetzung.

### Essays
- Communication
- War Chronicles, vol I
- War Chronicles, vol II
- The Truth of War
- A Conversation with Authors
- The Last Interview of José Saramago
- New Conversations with Authors

## Auszeichnungen
Einige der Werke von J.R. Dos Santos wurden ausgezeichnet. Unter anderem erhielt The Wrath of God 2009 den Porto Literary Club Award und The Devil’s Hand 2012 die Auszeichnung als bester Roman vom Portal de Literatura. Codex 632 und The Einstein Enigma waren 2010 und 2012 für den IMPAC Dublin Literary Award nominiert.
Als Autor wurde J.R. Dos Santos von 2012 an bis 2018 alljährlich vom Reader’s Digest als „Trusted Brand Novelist of Portugal“ geehrt sowie in den Jahren 2016, 2017 und 2018 als „5-Star Literary Personality of Portugal“. Die fnac Portugal bezeichnete im Jahr 2018 seinen Roman Codex 632 als eines der 20 wichtigsten Bücher der letzten 20 Jahre.
Des Weiteren wurde J.R. Dos Santos mehrfach für seine journalistischen Tätigkeiten geehrt. Auf internationaler Ebene erhielt er drei Auszeichnungen vom US-amerikanischen Fernsehsender CNN: die Best News Breaking Story of the Year (1994), für seine Geschichte „Huambo Battle“, die zur Zeit des angolanischen Bürgerkrieges spielt; die Best News Story of the Year for the Sunday, (1998), für seine Reportage „Albania Bunkers“ und für sein Gesamtwerk den Contributor Achievement Award (2000), der im Fernsehjournalismus dem Pulitzer-Preis gleichwertig ist.